# حسن حسین کورکمازگیل

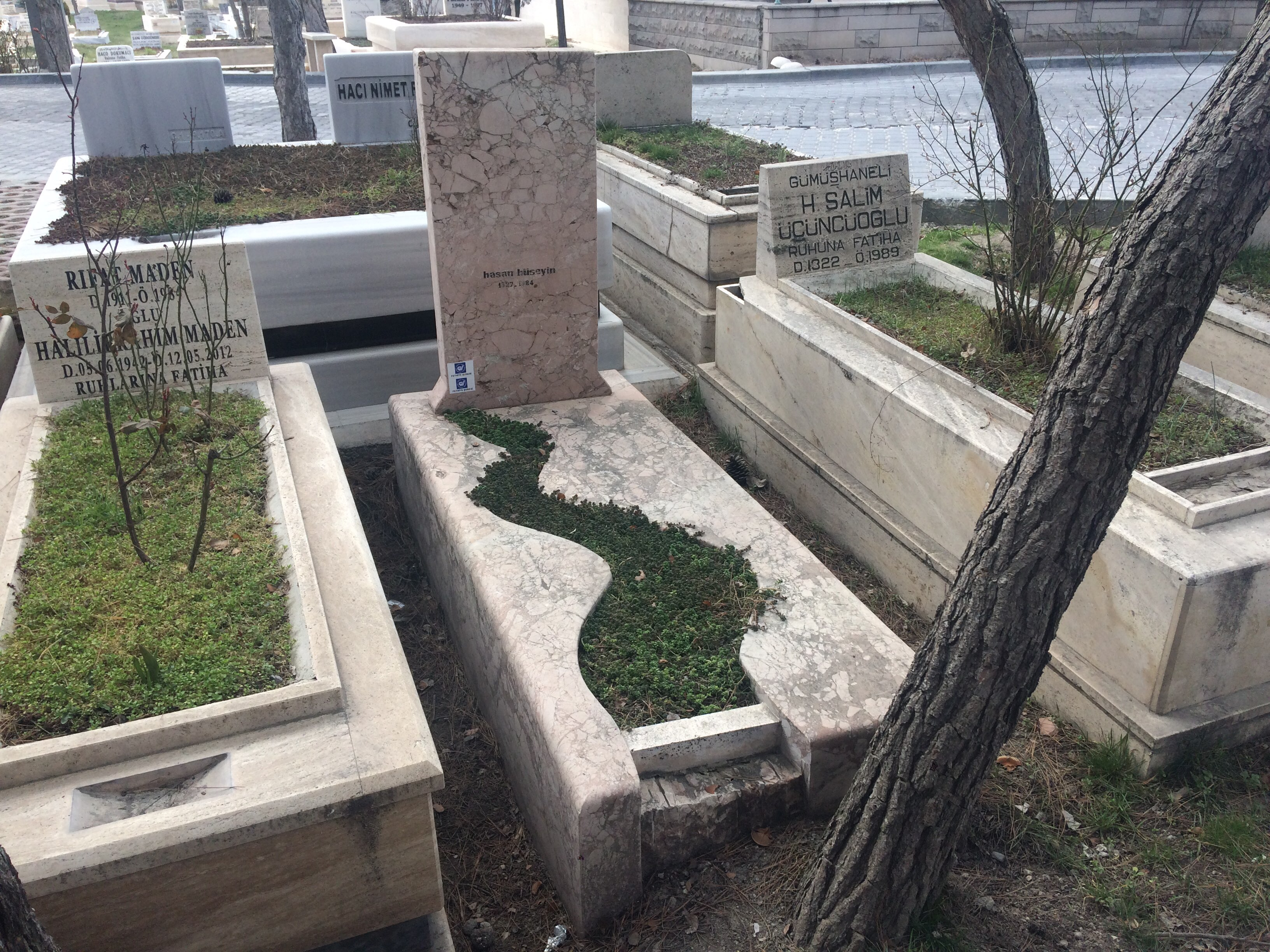
سنگ‌مزار حسن حسین کورکمازگیل در کارشیاکا - ۲۰۲۲

حسن حسین کورکمازگیل یا حسن حسین (زادهٔ ۱۹۲۷ در گورون - درگذشتهٔ ۲۶ فوریهٔ ۱۹۸۴ در آنکارا) شاعر جمع‌گرای رئالیست اهل کشور ترکیه بود.

## زندگی
حسن حسین کورکمازگیل که بیشتر با نام حسن حسین شناخته شده‌است، در سال ۱۹۲۷ در شهر گورون در استان سیواس به دنیا آمد. او پس از پایان تحصیلاتش به کار معلمی پرداخت. با این حال پس از مدتی به دلیل فعالیت‌های سیاسی‌اش از کار معلمی منع شد. با این حال او تا پایان عمر به فعالیت سیاسی ادامه داد. نخستین شعر حسن حسین در سال ۱۹۵۹ منتشر شد. اشعار او به خاطر خیرخواهی، حکمت و مواضع سیاسی آن‌ها و به خاطر مضامینی که از مسائل سیاسی و اجتماعی تا رنج و سختی و امید در زندگی گستردگی داشت به محبوبیت رسید.

## آثار
- کاول (۱۹۶۳)
- اعلامیهٔ تموز (۱۹۶۵)
- قزل‌ایرماق (۱۹۶۶)
- قوی سرخ (۱۹۷۱)
- مهتاب آغلاسون (۱۹۷۲)
- برج جَدی (۱۹۷۲)
- عسل تلخ (۱۹۷۳)
- دستبند سیاه یک کبوتر سفید (۱۹۷۴)
- سرود سرباز میهن (۱۹۷۶)
- مرگ سخت در ماه حزیران (۱۹۷۷)
- نهال طوفان (۱۹۸۱)
- گرفتاری در دردها (۱۹۸۱)
- با نور بازی نکن (۱۹۸۲)
- دانه‌های نمک (۱۹۸۸)
- حنای خون رنگ نمی‌بازد (۱۹۸۹)[۱]